# Piptocarpha jauaensis
Piptocarpha jauaensis là một loài thực vật có hoa trong họ Cúc. Loài này được Aristeg. & Steyerm. miêu tả khoa học đầu tiên năm 1976.